# Hiatomyia townsendi
Hiatomyia townsendi är en tvåvingeart som först beskrevs av Hunter 1896.  Hiatomyia townsendi ingår i släktet Hiatomyia och familjen blomflugor. Inga underarter finns listade i Catalogue of Life.